# Anillo (matemática)

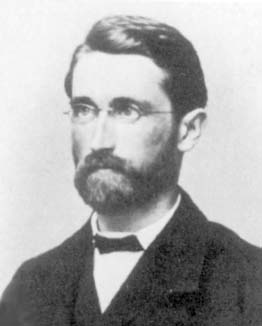
Richard Dedekind (c. 1870)

En álgebra abstracta, un anillo es un sistema algebraico formado por un conjunto y dos operaciones internas, llamadas usualmente «suma» y «producto», que cumplen ciertas propiedades.
En términos más específicos, un anillo es una terna {\displaystyle (R,+,\cdot )}, donde {\displaystyle R} es un conjunto y + y • son operaciones binarias internas en {\displaystyle R}, en donde {\displaystyle (R,+)} es un grupo abeliano, {\displaystyle (R,\cdot )} es un semigrupo y se verifica la distributiva bilateral de • respecto de +. Suele denominarse «suma» y «producto» a las operaciones + y •, respectivamente. En esta convención, el elemento neutro de la suma se designa como 0, el opuesto con respecto a la suma de un elemento a, perteneciente al conjunto R dado, se denota como –a y el neutro del producto se designa como 1. Sería redundante decir que un anillo es un conjunto no vacío, pues una vez que se define como un grupo abeliano con la suma, esto queda claro.
El producto en un anillo no necesariamente tiene una operación inversa definida, a diferencia de otras estructuras algebraicas como el cuerpo. Si el producto es conmutativo, tal anillo se denomina «anillo conmutativo».

## Historia
La teoría de anillos surgió de la exploración de asuntos vinculados con la divisibilidad entre números enteros, del estudio simultáneo de divisibilidad de polinomios y hasta del caso de los cuerpos, concretamente, de los números racionales, números reales, números complejos y de los números algebraicos, de los cuaterniones, fracciones racionales y otros. En la etapa inicial, fueron las materias de la teoría de números y de la geometría algebraica las que propiciaron los conceptos de anillo, cuerpo e ideal. En su estructuración axiomatica , tales ideas fueron fruto del esfuerzo de Dedekind y otros matemáticos a fines del siglo XIX. Sus aplicaciones al análisis matemático muestran los enfoques modernos de algebrización de tal disciplina matemática, que ocurren recién en el segundo cuarto del siglo XX.
El término anillo fue propuesto por el matemático alemán David Hilbert en Der Zahlbericht (Informe sobre los números 1897). La expresión anillo booleano la introdujo el matemático británico Arthur Harold Stone (1938).

## Noción de anillo
Considérese el conjunto de números enteros:
... –4, –3, –2, –1, 0, 1, 2, 3, 4, ...
provisto de dos de las operaciones binarias:  la adición y la multiplicación. Históricamente, el conjunto ℤ de los enteros con sus dos operaciones sirvió de base para la formulación del concepto de anillo. 
La razón por la cual los enteros forman un anillo es que poseen las siguientes propiedades:
1. Los números enteros están cerrados bajo la suma: dados dos números enteros a y b, se cumple que a + b es un número entero.
2. La suma es asociativa: dados tres números enteros a, b y c, se cumple que (a + b) + c = a + (b + c).
3. Existe un elemento neutro para la suma: para todo número entero a, a + 0 = 0 + a = a.
4. Existe un elemento simétrico para la suma: para todo número entero a, siempre existe algún número entero b, tal que a + b = 0.
5. La suma es conmutativa: dados dos números enteros a y b, se cumple que a + b = b + a.
6. Los números enteros están cerrados bajo la multiplicación: dados dos números enteros a y b, se cumple que a × b es un número entero.
7. La multiplicación es asociativa: dados tres números enteros a, b y c, se cumple que (a × b) × c = a × (b × c).
8. Existe un elemento neutro para la multiplicación: para todo número entero a, a × 1 = a.
9. La multiplicación es distributiva respecto de la suma por la derecha: a × (b + c) = (a × b) + (a × c).
10. La multiplicación es distributiva respecto de la suma por la izquierda: (b + c) × a = (b × a) + (c × a).

## Definición
Sea {\displaystyle R} un conjunto no vacío, y sean {\displaystyle \star } y {\displaystyle \circ } dos operaciones binarias en {\displaystyle R}. Se dice que el conjunto {\displaystyle (R,\star ,\circ )\,} es un anillo cuando se cumplen las siguientes propiedades:
| 1. | {\displaystyle R} es cerrado bajo la operación {\displaystyle \star }.                       | {\displaystyle \forall a,b\in R,a\star b\in R}                         | Magma     |
| 2. | La operación {\displaystyle \star } es asociativa.                                           | {\displaystyle \forall a,b,c\in R,(a\star b)\star c=a\star (b\star c)} | Semigrupo |
| 3. | La operación {\displaystyle \star } tiene un elemento neutro {\displaystyle n}.              | {\displaystyle \exists n\in R:\forall a\in R,a\star n=n\star a=a}      | Monoide   |
| 4. | Siempre existe un elemento simétrico respecto {\displaystyle n} para {\displaystyle \star }. | {\displaystyle \forall a\in R,\exists b\in R:a\star b=b\star a=n}      | Grupo     |
Una quinta condición define un grupo abeliano:
| 5. | La operación {\displaystyle \star } es conmutativa. | {\displaystyle \forall a,b\in R,a\star b=b\star a} |
Para definir un anillo, es necesario agregar cuatro condiciones más, las  que conciernen acerca de la segunda operación binaria:
| 6. | R es cerrado bajo la operación {\displaystyle \circ }.                                  | {\displaystyle \forall a,b\in R,a\circ b\in R} |
| 7. | La operación {\displaystyle \circ } es asociativa.                                      | {\displaystyle \forall a,b,c\in R,(a\circ b)\circ c=a\circ (b\circ c)} |
| 8. | La operación {\displaystyle \circ } tiene un elemento neutro {\displaystyle m}.         | {\displaystyle \exists m\in R:\forall a\in R,a\circ m=m\circ a=a} |
| 9. | La operación {\displaystyle \circ } es distributiva respecto de {\displaystyle \star }. | {\displaystyle \forall a,b,c\in R,\quad \left\{{\begin{array}{l}a\circ (b\star c)=(a\circ b)\star (a\circ c)\\(a\star b)\circ c=(a\circ c)\star (b\circ c)\\\end{array}}\right.} |
Y agregando una décima condición, se define un anillo conmutativo:
| 10. | La operación {\displaystyle \circ } es conmutativa. | {\displaystyle \forall a,b\in R,a\circ b=b\circ a} |
Cuando no se exige que exista un neutro de la segunda operación hablamos de pseudoanillo. También existe la definición de anillo que no incluye la existencia de un elemento neutro para la segunda operación, y en dicho caso se llama anillo unitario a los anillos que sí tienen dicho elemento neutro para la segunda operación y donde dicho elemento es distinto del neutro de la primera operación.

## Ejemplos
- El conjunto de los enteros gaussianos {\displaystyle R=\{m+ni:m,n\in \mathbb {Z} \}}, con la adición y múltiplicación usuales es un anillo. Es un subanillo de los números complejos {\displaystyle \mathbb {C} }.
- El conjunto {\displaystyle M} de las matrices reales de orden {\displaystyle 2} con la adición y multiplicación de matrices es un anillo no conmutativo.
- El conjunto {\displaystyle \mathbb {Q} ({\scriptstyle {\sqrt {3}}})} de los números reales:  {\displaystyle m+n\scriptstyle {\sqrt {3}}} donde {\displaystyle m,n\in \mathbb {Q} } (son racionales), con la adición y multiplicación, es un anillo conmutativo.[5]
- El conjunto {\displaystyle \mathbb {Z} _{6}} de los enteros módulo {\displaystyle 6}; con la adición y multiplicación modular, es un anillo finito con divisores de 0.
- El conjunto {\displaystyle F[x]} de los polinomios con coeficientes en {\displaystyle \mathbb {Z} } (conjunto de los enteros), con la adición y multiplicación, es un anillo unitario.

## Sustracción
Una operación vinculada a la adición se puede definir en un anillo: la sustracción.
- La diferencia de a y b se define como d = a +(-b), resultado garantizado por la existencia y unicidad del opuesto de b. La operación que al par ordenado a, b le asigna su diferencia se llama sustracción. Y se considera operación inversa de la adición en el sentido en que  {\displaystyle \forall a,b\in R,a=d+b}, lo que podemos ver fácilmente pues {\displaystyle d+b=(a+(-b))+b=a+((-b)+b)=a+0=a}. La sustracción resuelve la ecuación b+x = a , con diferencia de a y b.

Distributiva con la sustracción
{\displaystyle \forall a,b,c\in R,a(b-c)=ab-ac,(b-c)a=ba-ca}

## Elementos destacados en un anillo
- Elemento cero, denotado por {\displaystyle 0}, es el elemento neutro para la suma. Para este elemento se verifica lo siguiente:

Sea R un anillo arbitrario. {\displaystyle 0\cdot x=0\qquad \forall x\in R}
| Demostración |
| {\displaystyle 0x=(0+0)x=0x+0x\Rightarrow 0x=0x+0x} Sumando el inverso aditivo de {\displaystyle 0x}, que existe dado que R es un grupo para la suma, {\displaystyle 0x-0x=0x} Pero {\displaystyle 0x-0x=0}. Finalmente {\displaystyle 0=0x\qquad \forall x\in A} |

- Múltiplo de un elemento:  para cualquier número entero positivo {\displaystyle n} y el elemento  {\displaystyle a} del anillo se define  {\displaystyle na=a+\cdots +a.\,(n{\text{ veces}})} y a {\displaystyle na} se llama múltiplo de a. Se cumple también que {\displaystyle 0a=0_{R}}. De modo que el número entero cero por cualquier  elemento de un anillo es igual al cero del anillo. Finalmente, {\displaystyle n(-a)=-na} donde {\displaystyle n} es entero positivo y {\displaystyle -a} es el  opuesto de {\displaystyle a}.[6]

- Elemento unitario: si un elemento, que denotamos 1, cumple {\displaystyle 1\cdot a=a\cdot 1=a} para todo elemento a del anillo, se llama elemento unitario. El elemento cero y el elemento unitario (caso de existir) solo coinciden en el caso de que el anillo sea trivial:

| Demostración                                                                                    |
| Sea {\displaystyle a\in A:a=a\cdot 1=a\cdot 0=0} Luego, {\displaystyle \forall a\in A\quad a=0} |

- Inverso multiplicativo: en un anillo unitario, se pueden definir elementos inversos multiplicativos de la siguiente manera:
  - el elemento {\displaystyle b} es inverso multiplicativo por la izquierda (o sencillamente inverso por la izquierda) de {\displaystyle a} si {\displaystyle b\cdot a=1}.
  - Así mismo, el elemento {\displaystyle c} es inverso multiplicativo por la derecha (o sencillamente inverso por la derecha) de {\displaystyle a} si {\displaystyle a\cdot c=1}.

No todos los elementos tienen inverso, e incluso es posible que un elemento tenga inverso por la izquierda pero no por la derecha, o viceversa. Sin embargo, cuando un elemento a tiene elemento inverso por la izquierda y por la derecha, entonces ambos son iguales, y se denota simplemente como elemento inverso ({\displaystyle a^{-1}}).
- Elemento inversible, elemento invertible o unidad: es todo aquel elemento que posee inverso multiplicativo.

- Divisor de cero: un elemento {\displaystyle a\neq 0} es divisor del cero por la izquierda, si existe algún {\displaystyle b\neq 0}, tal que a·b=0. Lo es por la derecha si existe un {\displaystyle c\neq 0} distinto de 0 tal que c·a=0. Se dirá que a es divisor del cero si lo es tanto por la derecha como por la izquierda.

- Elemento regular: un elemento {\displaystyle a\neq 0} de un anillo es regular si no es divisor de cero. Todo elemento invertible es regular.

- Elemento idempotente: es cualquier elemento {\displaystyle e} del anillo que al multiplicarse por sí mismo no varía, es decir, tal que {\displaystyle e\cdot e=e} (o alternativamente {\displaystyle e^{2}=e}). El cero es siempre idempotente en un anillo, y si el anillo es unitario, también el 1 es idempotente.

- Elemento nilpotente (o nihilpotente): es cualquier elemento {\displaystyle x} del anillo para el que existe un número natural {\displaystyle n} de forma que {\displaystyle x^{n}=0} (donde {\displaystyle x^{n}} se define por recurrencia: {\displaystyle x^{0}=1}, {\displaystyle x^{n}=x\cdot x^{n-1}}). El 0 es siempre un nilpotente de cualquier anillo. Todo elemento nilpotente es divisor de cero.

## Algunos tipos importantes de anillos
- Anillo conmutativo: aquel en el que el producto es conmutativo, esto es, a·b=b·a para todos a y b (no debe confundirse con anillo abeliano). Como ejemplo: el conjunto {\displaystyle P} de los números enteros pares con la suma y producto de enteros es un anillo conmutativo no unitario.
- Anillo no conmutativo  es aquel en el cual el producto no es conmutativo. Por ejemplo, el conjunto {\displaystyle {\mathcal {M}}_{2\times 2}} de las matrices reales cuadradas de orden {\displaystyle 2}, con la suma y producto de matrices es un anillo unitario no conmutativo.

- Anillo unitario: aquel que posee un elemento unitario y además, este es distinto del neutro de la suma (esta distinción se realiza cuando no se considera que un anillo tenga que tener elemento neutro respecto del producto.

- Anillo de división: es el anillo en el cual todo elemento, a excepción del {\displaystyle 0}, tiene inverso.

- Anillo con leyes de simplificación: aquel en el que se cumplen las leyes de simplificación. Si un anillo no tiene divisores del cero, se cumplen las leyes de simplificación, y el recíproco también es cierto.

- Dominio de integridad: si un anillo no posee divisores del cero, es un dominio de integridad (a menudo se suele exigir que además se trate de anillos conmutativos y unitarios, pero esta exigencia no es aceptada por todos los autores).

- Cuerpo: se trata de un anillo de división conmutativo.

- Anillo abeliano: es un anillo en el que todo elemento idempotente pertenece al centro del anillo, es decir, todo elemento idempotente conmuta con cualquier elemento del anillo.

- Anillo euclídeo[7] o dominio euclídeo es un dominio de integridad R junto con una norma euclídea N. El anillo de los enteros, el de los enteros gaussianos y los anillos de polinomios son ejemplos de dominios euclídeos.

- Anillo integralmente cerrado: un dominio integral {\displaystyle R} es un anillo integralmente cerrado si su cerradura integral en su campo de fracciones es {\displaystyle R} mismo. Es decir, si {\displaystyle b} es un elemento de Frac({\displaystyle R}) que es solución de un polinomio no constante {\displaystyle b^{n}+a_{n-1}b^{n-1}+\cdots +a_{1}b+a_{0}=0,} con coeficientes {\displaystyle a_{i}} en {\displaystyle R}, entonces {\displaystyle b} está en {\displaystyle R}.

## Subsistemas notables

### Subanillos
Un subanillo {\displaystyle S} de un anillo {\displaystyle (R,+,\cdot )} es un subconjunto {\displaystyle S\subset R} que con las leyes de composición interna del anillo {\displaystyle R} cumple que, si {\displaystyle a,b\in S}, entonces {\displaystyle a+(-b)\in S} y {\displaystyle a\cdot b\in S}. Si {\displaystyle 1\in R} (es decir, si el anillo es unitario), entonces se exigirá además que {\displaystyle 1\in S}. Nótese que en este caso, cuando el anillo es unitario, {0} no será subanillo de {\displaystyle R}, y sí lo será si {\displaystyle R} no es unitario.
Un subanillo {\displaystyle S} es propio cuando no coincide con todo el anillo, es decir, si {\displaystyle R\neq S}.
Resulta pues que un subanillo es un anillo dentro de otro anillo (para las mismas operaciones). En particular, {\displaystyle (S,+)} es un subgrupo de {\displaystyle (R,+)}.
Ejemplos:
1. {\displaystyle \mathbb {Z} } es un subanillo de {\displaystyle \mathbb {Q} }; de la misma manera, {\displaystyle \mathbb {Q} } es un subanillo de {\displaystyle \mathbb {R} }; y {\displaystyle \mathbb {R} } es un subanillo de {\displaystyle \mathbb {C} }.
2. El conjunto de los números complejos algebraicos es un subanillo de {\displaystyle \mathbb {C} }.

#### Proposición
Un subconjunto {\displaystyle K} de un anillo {\displaystyle R} es subanillo de {\displaystyle R} si y solamente si 
1. {\displaystyle K} es subgrupo aditivo de {\displaystyle R}.
2. {\displaystyle \forall x,y\in K}, {\displaystyle xy\in K}.

### Ideales
De mucho mayor interés en teoría de anillos son los ideales, puesto que no solo son cerrados respecto de la multiplicación respecto de los elementos del ideal, sino también cuando un elemento del ideal se multiplica por cualquier elemento del anillo:
- Un subconjunto {\displaystyle I\subset R} es ideal por la izquierda de un anillo {\displaystyle (R,+,\cdot )} si {\displaystyle (I,+)} es subgrupo de {\displaystyle (R,+)} y dados cualesquiera {\displaystyle r\in R} y {\displaystyle x\in I} se tiene que {\displaystyle r\cdot x\in I}.

- Un subconjunto {\displaystyle I\subset R} es ideal por la derecha de un anillo {\displaystyle (R,+,\cdot )} si {\displaystyle (I,+)} es subgrupo de {\displaystyle (R,+)} y dados cualesquiera {\displaystyle r\in R} y {\displaystyle x\in I} se tiene que {\displaystyle x\cdot r\in I}.

Cuando un subconjunto I es ideal por la derecha e ideal por la izquierda se dice que es un ideal bilátero, o simplemente ideal. La propiedad conmutativa asegura que en los anillos conmutativos todo ideal por la izquierda lo es también por la derecha, y todo ideal por la derecha es ideal por la izquierda, esto es, todos los ideales (por la izquierda o por la derecha) de un anillo conmutativo son ideales biláteros.
Un ideal no tiene por qué ser necesariamente un subanillo. Un ideal {\displaystyle I} se dice que es propio si es distinto de todo el anillo, esto es, {\displaystyle I\neq R}.

### Unidades
El conjunto de elementos invertibles de un anillo unitario {\displaystyle (R,+,\cdot ,1_{R})}, llamados unidades de R, forma un grupo respecto de la multiplicación del anillo, que recibe el nombre de grupo de unidades de R, denotado {\displaystyle U(R)}.
Si {\displaystyle I} es ideal (por la izquierda, por la derecha o bilátero) propio de un anillo unitario {\displaystyle R}, {\displaystyle U(R)} es el grupo de unidades de R, entonces {\displaystyle I\cap U(R)=\varnothing }, esto es, ningún ideal propio tiene elementos invertibles. En particular, ningún ideal (por la izquierda, por la derecha o bilátero) propio tiene por elemento al 1, lo que impide a los ideales ser subanillos de anillos unitarios.
Por ejemplo, las unidades del anillo de los enteros son 1 y -1 (isomorfo al grupo de dos elementos), y el grupo de unidades de las matrices cuadradas de orden n es el grupo lineal general de orden n, que contiene a las matrices con determinante distinto de 0.

### Centro
El centro de un anillo {\displaystyle (R,+,\cdot )} (denotado por {\displaystyle Z(R)}) es el conjunto de elementos que conmutan para el producto, es decir {\displaystyle Z(R):=\{r\in R:r\cdot s=s\cdot r,\forall s\in R\}}. El centro de un anillo viene a ser como "la parte conmutativa del anillo". Nótese que siempre se tiene que {\displaystyle 0\in Z(R)}. Los anillos conmutativos son aquellos que coinciden con su centro, i.e., {\displaystyle R=Z(R)}. 
Por ejemplo, el centro del anillo de las matrices cuadradas de orden n está constituido únicamente por las matrices escalares, aquellas que son iguales a la matriz identidad multiplicada por un escalar..